# زورخانه پهلوان‌پور
زورخانه پهلوان‌پور یکی از قدیمی‌ترین زورخانه‌های تهران است. در محله حسن‌آباد واقع است و هنوز فعالیت دارد.

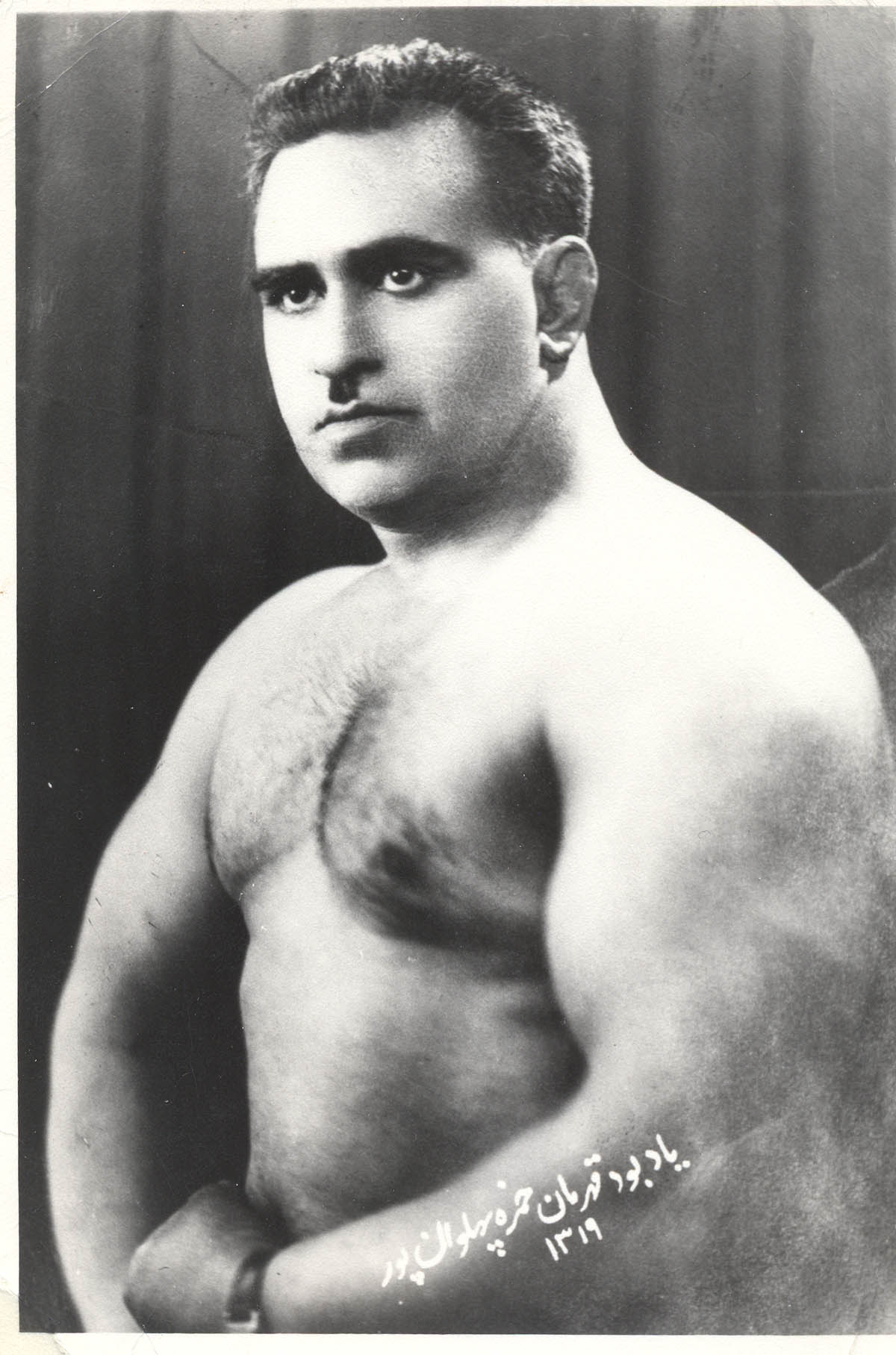
پهلوان حمزه پهلوان پورسال ۱۳۱۹

طبق مطالب مندرج بر تابلوی سردر قدیمی زورخانه، باشگاه فرهنگی و ورزشی پهلوان‌پور (بازارچه) یکی از قدیمی‌ترین زورخانه‌های تهران قدیم است که در تاریخ ۱۳۰۴ ه‍.ش توسط حمزه علی پهلوان‌پور افتتاح شده است. 

## تاریخچه
مالکیت این زورخانه پس از مرشد حسین سیاه واگذار می‌شود به اصغر بازارچه که یکی از پهلوان‌های خوشنام تهران قدیم بود. در اواخر دوره قاجار و اوایل دوره پهلوی، پهلوان حمزه‌علی پهلوان‌پور معروف به پهلوان شاطر حمزه، پهلوان اول تهران این زورخانه را از اصغر بازارچه که به واسطه مشکلات مالی مجبور به جابجایی زورخانه خود به محل فعلی شده بود خریداری و نام خود یعنی پهلوان‌پور را بر سردر آن قرار داد و بدین سان زورخانه پهلوان‌پور متولد شد.
حمزه‌علی پهلوان‌پور، مالک چند نانوایی در نقاط مختلف شهر، چند مغازه دیوار به دیوار زورخانه، به همراه سقاخانه «کل‌عباس علی» بود. از آنجا که وی انسانی خیر بوده و تمام درآمد حاصله از این مغازه‌ها را صرف کمک به ورزشکاران و نیازمندان می‌کرد. او و چند پهلوان دیگر در تهران ملقب به «درخانه بازها» شده بودند.
شایان ذکر است سالها بعد هنگامی که زورخانه دچار آتش‌سوزی شده بود پهلوان‌پور خانه و تعدادی از مغازه‌هایش را فروخت تا هزینه ترمیم آن را بپردازد.
پس از درگذشت پهلوان‌پور زورخانه توسط وراث به فروش می‌رسد و خریدار تابلوها و نقاشی‌های قدیمی زورخانه را برداشته و بنای زورخانه را برای سالیان سال رها می‌کند! تا اینکه این زورخانه در راستای احیای ورزش زورخانه‌ای، در ۱۷ دی ۱۳۸۸ه‍.ش توسط شهرداری منطقه ۱۱ بازسازی و مجدداً راه‌اندازی شد.
زورخانه پهلوان‌پور در عمر نزدیک به یک قرنش پهلوانان زیادی در گود (زورخانه) خود دیده است. هنوز می‌توان رد و نشان «حاج مصطفی طوسی»، «کل اسمال»، «حاج علی تک تک» و «حاج باقر مهدیه»، «جواد نکوبخت» را بر در و دیوار و عکس‌های یادگاری موزه زورخانه پیدا کرد.

## گلریزان
سالها است که در شب‌های خاص زورخانه شاهد گلریزان بوده و هست. در زمین‌لرزه ۱۳۴۱ بوئین‌زهرا این زورخانه نیز مانند دیگر زورخانه‌های پایتخت اقدام به گلریزان نمود که در آن زمان مبلغ سیصد هزار تومان جمع شد که توسط حمزه علی پهلوانپور و دیگر پهلوانان که به کمک زلزله زدگان شتافته بودند هزینه و تقسیم شد.

در یکشنبه ۲۲ تیر ۱۳۹۳ ه‍.ش که پهلوان علیرضا سلیمانی جهت گلریزان در میان گود حضور نداشت! هیئت امنا و اعضای تیم علی بن موسی‌الرضا با یاد و خاطرهٔ مؤسس و بنیان‌گذار درگذشتهٔ آن تیم، جای آن پهلوان را پر کردند و این آیین را با یاد وی برگزار کردند. به همین مناسبت هم علی نعیمی (مدیر و مرشد زورخانه پهلوان‌پور) در حرکتی نمادین با بازکردن زنگ زورخانه، یاد پهلوان شهر را گرامی داشت.

## گردهمایی
در ۲۲ اردیبهشت ۱۳۹۲ گردهمایی مرشدان و زورخانه‌داران در زورخانه پهلوانپور با حضور مسعود آئینه چی (نایب رئیس هیئت کشتی پهلوانی و ورزش باستانی وقت استان تهران) تشکیل و ضمن بررسی مشکلات آنان مقرر شد هر ماه یک جلسه برگزار گردد.

## نگارخانه

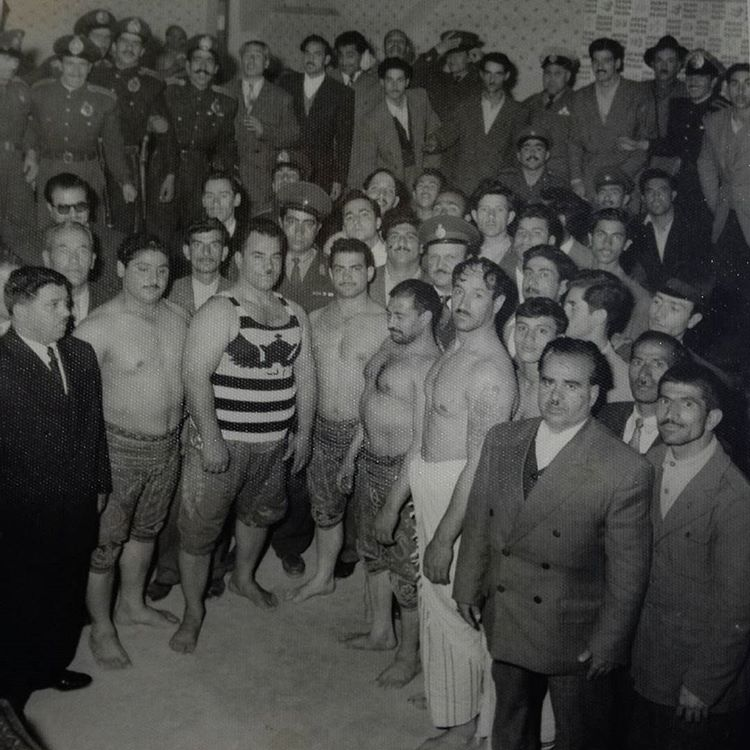
جشن ورزشی دومین نفر از سمت راست پهلوان حمزه پهلوان پور